# Liste der Baudenkmale in Bad Bodenteich
In der Liste der Baudenkmale in Bad Bodenteich sind alle
Baudenkmale der niedersächsischen Gemeinde Bad Bodenteich aufgelistet. Die Quelle der IDs und der Beschreibungen ist der Denkmalatlas Niedersachsen. Der Stand der Liste ist der 6. November 2021.

## Allgemein
In den Spalten befinden sich folgende Informationen:
- Lage: die Adresse des Baudenkmales und die geographischen Koordinaten. Kartenansicht, um Koordinaten zu setzen. In der Kartenansicht sind Baudenkmale ohne Koordinaten mit einem roten Marker dargestellt und können in der Karte gesetzt werden. Baudenkmale ohne Bild sind mit einem blauen Marker gekennzeichnet, Baudenkmale mit Bild mit einem grünen Marker.
- Bezeichnung: Bezeichnung des Baudenkmales
- Beschreibung: die Beschreibung des Baudenkmales. Unter § 3 Abs. 2 NDSchG werden Einzeldenkmale und unter § 3 Abs. 3 NDSchG Gruppen baulicher Anlagen und deren Bestandteile ausgewiesen.
- ID: die Objekt-ID des Baudenkmales
- Bild: ein Bild des Baudenkmales, ggf. zusätzlich mit einem Link zu weiteren Fotos des Baudenkmals im Medienarchiv Wikimedia Commons. Wenn man auf das Kamerasymbol klickt, können Fotos zu Baudenkmalen aus dieser Liste hochgeladen werden:

## Bad Bodenteich

### Gruppen baulicher Anlagen in Bad Bodenteich
Die Burg Bodenteich als ehemalige Wasserburg steht auf einem künstlichen Hügel. Sie liegt nördlich des Siedlungskernes von Bad Bodenteich. Während der Hildesheimer Stiftsfehde wurde die Burg belagert und nach der Einnahme zerstört. Danach wurde das steinerne Amtshaus erbaut. Der Bergfried besteht noch als Ruine. Das Brauhaus der Burg wurde im Jahre 1734 erbaut. Die Niederungen des Gewässers Aue befinden sich nördlich der Burg.
| Lage                                     | Bezeichnung | Beschreibung | ID       | Bild           |
| ---------------------------------------- | ----------- | ------------ | -------- | -------------- |
| Burgstraße 8 52° 50′ 3″ N, 10° 40′ 59″ O | Amtshaus    |              | 31084201 | Weitere Bilder |
| Burgstraße 7 52° 50′ 3″ N, 10° 41′ 1″ O  | Bergfried   |              | 38795984 |                |

### Einzeldenkmal in Bad Bodenteich
| Lage                                         | Bezeichnung        | Beschreibung | ID       | Bild |
| -------------------------------------------- | ------------------ | --- | -------- | ---- |
| Bahnhofstraße 12 52° 50′ 5″ N, 10° 40′ 34″ O | Wohnhaus           | Eingeschossiges traufständiges Backsteingebäude mit Drempel unter ziegelgedecktem Satteldach. Reichhaltige Stuckornamentierung und Backsteinornamentik. Erbaut 1910 (i). | 31084167 | BW   |
| Hauptstraße 13 52° 49′ 57″ N, 10° 40′ 52″ O  | Kirche             | Bei einem Brand 1808 wurde die St.-Petri-Kirche Bad Bodenteich beschädigt. Klassizistische Saalkirche in Backstein mit Sandsteingliederungen nach Entwurf von Friedrich August Ludwig Hellner 1833–36. Massiver viergeschossiger Turm von Werner Söchtig, errichtet 1894–96, barockisierender Helm von 1925. | 31084220 |      |
| Waldweg 52° 50′ 21″ N, 10° 40′ 44″ O         | Jüdischer Friedhof | Die Grabsteine des Jüdischen Friedhofs Bodenteich sind aus dem 19. Jahrhundert. | 31084254 |      |

## Flinten

### Einzeldenkmal in Flinten
| Lage                                            | Bezeichnung              | Beschreibung | ID       | Bild |
| ----------------------------------------------- | ------------------------ | --- | -------- | ---- |
| Nr. 4 52° 51′ 22″ N, 10° 43′ 9″ O               | Wohnhaus                 | Eingeschossiges traufständiges Backsteingebäude unter ziegelgedecktem Satteldach. Zentraler Mittelrisalit mit Giebel. Straßenseitig noch originale Fenster und Haustür. Fassadenschmuck in grün glasierten Backsteinen. Erbaut 1914 (i). Nördlich Anbau der 1960er Jahre. | 31084423 | BW   |
| Heuerstorfer Weg 2 52° 51′ 25″ N, 10° 43′ 13″ O | Wohn-/Wirtschaftsgebäude | Vierständer-Fachwerkgebäude mit Wirtschaftsteil im Norden und Wohnteil im Süden unter gemeinsamem ziegelgedecktem Halbwalmdach; dreiachsiges Zwerchhaus in der straßenseitigen Dachfläche. Erbaut 1894 (i).                                                               | 31084367 | BW   |

## Overstedt

### Einzeldenkmal in Overstedt
| Lage                                                | Bezeichnung | Beschreibung | ID       | Bild |
| --------------------------------------------------- | ----------- | --- | -------- | ---- |
| Bodenteicher Straße 14 52° 51′ 30″ N, 10° 40′ 54″ O | Wohnhaus    | Zweigeschossiger traufständiger Backsteinbau mit Putzgliederung und Ornamenten. Mittelrisalit mit Balkon auf zwei Säulen. Erbaut 1907 (i). | 31084441 | BW   |

## Schafwedel

### Einzeldenkmale in Schafwedel
| Lage                                           | Bezeichnung | Beschreibung | ID       | Bild |
| ---------------------------------------------- | ----------- | --- | -------- | ---- |
| Schafwedeler Berg 52° 50′ 11″ N, 10° 44′ 34″ O | Landwehr    | Die Landwehr ist in Blatt 93 der Kurhannoverschen Landesaufnahme von 1777 verzeichnet. Sie sperrte die „Alte Zollstraße“ von Südosten aus Richtung Leipzig über Schmölau nach Nordwesten über Flinten, Bomke, Wieren nach Lüneburg | 32206069 | BW   |
| Beim Voßmoor 52° 50′ 25″ N, 10° 45′ 53″ O      | Landwehr    | | 32210021 |      |

## Ehemalige Baudenkmale
| Lage                                                             | Bezeichnung                      | Beschreibung                                                                                                | ID | Bild |
| ---------------------------------------------------------------- | -------------------------------- | --- | -- | --- |
| Bad Bodenteich Neustädter Straße 3 52° 50′ 4″ N, 10° 40′ 47″ O   | Gasthaus                         | Hier steht heute ein Lebensmittel-Discounter.                                                               |    | [[Vorlage:Bilderwunsch/code!/C:52.834514,10.679727!/D:Bad Bodenteich Neustädter Straße 3, Gasthaus!/\|BW]]  |
| Bad Bodenteich Bergstraße 12 52° 49′ 58″ N, 10° 40′ 26″ O        | Wohnhaus                         | |    | [[Vorlage:Bilderwunsch/code!/C:52.832782,10.67388!/D:Bad Bodenteich Bergstraße 12, Wohnhaus!/\|BW]]         |
| Bad Bodenteich Im Winkel 2 52° 50′ 3″ N, 10° 40′ 53″ O           | Wohnhaus                         | |    | [[Vorlage:Bilderwunsch/code!/C:52.834073,10.681289!/D:Bad Bodenteich Im Winkel 2, Wohnhaus!/\|BW]]          |
| Bad Bodenteich Neustädter Straße 20 52° 50′ 10″ N, 10° 40′ 52″ O | Wohnhaus                         | |    | [[Vorlage:Bilderwunsch/code!/C:52.836016,10.681117!/D:Bad Bodenteich Neustädter Straße 20, Wohnhaus!/\|BW]] |
| Bad Bodenteich Neustädter Straße 26 52° 50′ 12″ N, 10° 40′ 53″ O | Wohnhaus                         | |    | [[Vorlage:Bilderwunsch/code!/C:52.83658,10.681358!/D:Bad Bodenteich Neustädter Straße 26, Wohnhaus!/\|BW]]  |
| Bad Bodenteich Schützenstraße 3 52° 50′ 6″ N, 10° 40′ 38″ O      | Wohnhaus                         | |    | [[Vorlage:Bilderwunsch/code!/C:52.835134,10.677285!/D:Bad Bodenteich Schützenstraße 3, Wohnhaus!/\|BW]]     |
| Straße südlich der Siemkenmühle 52° 49′ 46″ N, 10° 45′ 32″ O     | Historischer Weg mit Pflasterung | Die Märkische Heerstraße ist eine Straße aus dem Mittelalter. Sie führte aus dem Ort heraus in die Altmark. |    | BW |
| Siemkenmühle 52° 49′ 59″ N, 10° 45′ 11″ O                        | Mühle                            | Die Siemken-Mühle war ein Lehngut der Herzöge von Lüneburg-Braunschweig.                                    |    | BW |
| Bomke Nr. 8 52° 51′ 44″ N, 10° 42′ 38″ O                         | Wohn- und Wirtschaftsgebäude     | |    | BW |